# بابلو نوغويرا
بابلو نوغويرا (بالإسبانية: Pablo Noguera)‏ (30 مايو 1990 في باراغواي - ) هو مدرب كرة قدم ولاعب كرة قدم باراغواياني في مركز الهجوم. لعب مع سيرو بورتينيو وClub Fernando de la Mora ‏ ونادي سول دي أميريكا.